# Trastorn de la personalitat per evitació
El trastorn de la personalitat per evitació (TPE), trastorn de la personalitat evitativa o trastorn de la personalitat ansiosa és un tipus de trastorn de la personalitat que té el codi 301.82 en el DSM consistent en la incapacitat d'establir relacions personals estables per por exagerada a l'avaluació negativa dels altres, acompanyada de sentiments d'ansietat i baixa autoestima constants.

## Símptomes
Els símptomes del trastorn són la persistència de diverses conductes d'evitació en la interacció social, com ara extrema sensibilitat o timidesa, voluntat d'aïllament malgrat el desig d'estar amb d'altres, trencament de lligams per por, ansietat davant l'avaluació aliena, sentiment d'inferioritat i baixa autoestima, desconfiança en els altres, autoodi (que pot arribar a l'autolesió), vergonya i fantasies patològiques o tendència a l'escapisme mental. Pot incloure la presència de fòbies diverses (especialment agorafòbia, atacs de pànic i episodis de depressió. La persona afectada veu crítiques alienes on no n'hi ha i tendeix a menystenir o ignorar els elogis rebuts, que atribueix a llàstima o que qualifica com a poc sincers. L'evitació de la interacció social és un hàbit après per intentar minimitzar aquests episodis de potencial crítica i de vegades es fa de manera inconscient.
Es considera que les causes tenen a veure amb una personalitat insegura o experiències traumàtiques de relació en la infantesa, trets que després de fracassos (reals o percebuts) en el vincle amb la gent poden desembocar en una patologia.
Apareix de manera freqüent en pacients diagnosticats amb fòbia social (fins al 40%) o trastorn general d'ansietat (més de la meitat). Es calcula que afecta el 2% de la població general, sense distinció de gènere.
Les persones amb trastorn de personalitat per evitació tenen una personalitat neuròtica, en constant avaluació de l'entorn a la recerca d'amenaces, incapacitat per imposar el seu punt de vista, propensió a deixar-se manipular o maltractar, un caràcter introvertit i tendència al perfeccionisme (tot i que pot haver-hi una incapacitat per treballar per pànic al fracàs o al fet que el resultat no estigui a l'altura de les pròpies expectatives). Poden aparèixer trets de compulsions o conductes agressives i de prepotència per amagar la pròpia inseguretat. En els casos més greus poden produir-se conductes suïcides.
És important perquè es diagnostiqui el trastorn que aquest afecti a la vida quotidiana del subjecte, el qual pot ser incapaç d'acceptar o complir en una feina o tenir una relació personal pels símptomes aquí descrits. No s'inclouen per tant conductes de timidesa o hipersensibilitat ordinàries, que s'atribueixen senzillament a un caràcter més tancat.

## Tractament
S'acostuma a tractar el trastorn amb teràpia de tipus cognitiu conductual amb especial èmfasi en programes d'entrenament de les habilitats socials. La teràpia pot ser individual o en grup, per enfrontar-se a la interacció social en un entorn controlat. Es treballa sobretot l'autoconcepte i l'avaluació de situacions externes (per evitar el biaix cognitiu lligat als pensaments negatius automàtics), així com les pautes de conducta socialment acceptades. El tractament amb medicació només està indicat en casos de depressió.